# Hector Xavier Monsegur
Héctor Xavier Monsegur, (EE. UU., 1983) es un hacker conocido por el pseudónimo Sabu, cofundador del grupo de hackers estadounidense LulzSec. Luego se convirtió en un informante del FBI y trabajó con la organización para ayudar a identificar miembros de LulzSec y otros grupos de hackers.

## Identificación
Sabu fue identificado por Backtrace Security como Héctor Monsegur [sic], el 11 de marzo de 2011, en una publicación en formato PDF llamado "Namshub".
Es mismo año, el 7 de junio, un conjunto de agentes federales llegaron a su apartamento en Lower East Side, Nueva York, por una serie de cargos que darían de resultado unos 124 años en prisión.